# Чымчык-Джар
Чымчык-Джар (кирг. Чымчык-Жар) — село в Сузакском районе Джалал-Абадской области Кыргызстана. Входит в состав Ырысского айылного аймака.

## География
Село расположено в юго-восточной части области, на правом берегу реки Кёгарт, на расстоянии приблизительно 21 километра (по прямой) к северо-востоку от села Сузак, административного центра района. Абсолютная высота — 978 метров над уровнем моря.

## Население
Согласно оценочным данным Национального статистического комитета Кыргызской Республики, численность населения села на начало 2023 года составляла 1550 человек.
| год     | 2009 | 2014 | 2015 | 2020 | 2021 | 2023 |
| ------- | ---- | ---- | ---- | ---- | ---- | ---- |
| человек | 708  | 1140 | 994  | 1459 | 1447 | 1550 |